# Hermann Braun (Volkskundler)
Hermann Georg Braun (* 10. Juli 1909 in Fleißen; † 5. Februar 2005 in Marktredwitz) war ein deutscher Volkskundler und Sprachforscher des Egerlandes. Hauptberuflich war er Lehrer und nebenbei auch 32 Jahre lang als Kommunalpolitiker im Stadtrat von Marktredwitz tätig, auch als 3. Bürgermeister.

## Leben
Braun studierte an der Eberhard Karls Universität Tübingen, der Ruprecht-Karls-Universität Heidelberg, der Universität Leipzig, der Philipps-Universität Marburg und der Karls-Universität Prag Germanistik Volkskunde, Geschichte, Geographie, Philosophie und Musikwissenschaft. Seit seiner Studentenzeit war er Mitglied der Burschenschaft Normannia Leipzig. Bis 1940 war der promovierte Philosoph am Germanistischen Institut der Leipziger Universität tätig. Als Lehrer war er an der Städtischen Berufsschule und als Rektor der Volkshochschule in Marktredwitz tätig.
Als Historiker, Volkskundler und Philologe befasste er sich wissenschaftlich mit der regionalen Literatur, Geschichte und Mundart der sogenannten Norgau-Region und dozierte auch an der Volkshochschule Marktredwitz. Er war als Redakteur der Stammeszeitschrift Der Egerländer der Eghalanda Gmoin tätig und ab 1981 Vorstandsvorsitzender der Egerland-Kulturhaus-Stiftung in Marktredwitz.

## Publikationen (Auswahl)
- Wortgeographie des historischen Egerlandes mit Wortatlas. Niemeyer, Halle (Saale) 1938.
- Geschichte des Egerlandes. Niemeyer, Halle (Saale) 1938.
- Alt-Redwitz. Eine Dokumentation in Bildern. Volksbildungswerk, Marktredwitz 1960. 2. Aufl. 1971; 3. Aufl. 1981
- Nordbairisch. Eine sprachliche Heimatkunde dem Sechsämter-, Stift- und Egerlandes. Volksbildungswerk, Marktredwitz 1962.
- Grosses Wörterbuch der Mundarten des Sechsämter-, Stift- und Egerlandes. Mehrere Bände. Egerland-Museum, Marktredwitz 1981ff.
- Nordbairisches Wörterbuch des Sechsämter-, Stift- und Egerlandes. 2 Bände. Schmitz, Gießen 2004.

## Ehrungen
- 1983: Bundesverdienstkreuz 1. Klasse
- 1984: Nordgaupreis des Oberpfälzer Kulturbundes in der Kategorie „Heimatpflege“
- 1984: Ehrenbürgerschaft von Marktredwitz
- 1991: Sudetendeutscher Volkstumspreis der Sudetendeutschen Landsmannschaft
- 1996: Egerländer Kulturpreis „Johannes von Tepl“, Arbeitskreis Egerländer Kulturschaffender
- 2004: Kulturpreis des Fichtelgebirgsvereins
- Bundesehrenzeichen der Eghalanda Gmoin